# Trnovski gozd-Nanos
Das Fauna-Flora-Habitat-Gebiet Trnovski gozd-Nanos liegt auf dem Gebiet der Städte Tolmin, Idrija, Nova Gorica, Ajdovščina, Logatec und Postojna im Westen Sloweniens. Das etwa 532 km² große Schutzgebiet umfasst die dünn besiedelte und verkarstete Mittelgebirgslandschaft des Ternowaner Waldes und des Nanos, die zwischen den Julischen Alpen und dem Karstgebirge liegen. Entsprechend vermischen sich hier alpine mit dinarischen Florenelementen. Im Schutzgebiet befinden sich zahlreiche verschiedene Lebensräume von Felsformationen und Höhlen über Trockenrasen,   Magergrünland, Niedermooren, bis zu Buchenwäldern. Das Gebiet ist bedeutend für Fledermäuse und große Carnivoren, wie Braunbär und Wolf. Eine floristische Besonderheit des Gebiets sind die endemischen Pflanzenarten Hladnikia pastinacifolia und Genista holopetala.
Das FFH-Gebiet Trnovski gozd-Nanos ist das drittgrößte FFH-Gebiet des Landes und überschneidet sich in Teilen mit den Vogelschutzgebieten Trnovski gozd und Vipavski rob.

## Schutzzweck

### Lebensraumtypen
Folgende Lebensraumtypen nach Anhang I der FFH-Richtlinie sind für das Gebiet gemeldet:
| EU Code | * | Lebensraumtyp (offizielle Bezeichnung)                                                             | Fläche (ha) |
| ------- | - | -------------------------------------------------------------------------------------------------- | ----------- |
| 5130    |   | Formationen von Juniperus communis auf Kalkheiden und -rasen                                       | 697         |
| 6170    |   | Alpine und subalpine Kalkrasen                                                                     | 839         |
| 6230    | * | Artenreiche montane Borstgrasrasen (und submontan auf dem europäischen Festland) auf Silikatböden  | 5           |
| 62A0    |   | Östliche sub-mediterrane Trockenrasen (Scorzoneratalia villosae)                                   | 697         |
| 6410    |   | Pfeifengraswiesen auf kalkreichem Boden, torfigen und tonig-schluffigen Böden (Molinion caeruleae) | 41          |
| 6430    |   | Feuchte Hochstaudenfluren der planaren und montanen bis alpinen Stufe                              | 1874        |
| 6510    |   | Magere Flachland-Mähwiesen (Alopecurus pratensis, Sanguisorba officinalis)                         | 58          |
| 6520    |   | Berg-Mähwiesen                                                                                     | 90          |
| 8160    | * | Kalkhaltige Schutthalden der collinen bis montanen Stufe Mitteleuropas                             | 267         |
| 8210    |   | Kalkfelsen mit Felsspaltenvegetation                                                               | 2.437       |
| 8310    |   | Nicht touristisch erschlossene Höhlen                                                              |             |
| 9180    | * | Schlucht- und Hangmischwälder (Tilio-Acerion)                                                      | 1.720       |
| 91K0    |   | Illyrische Rotbuchenwälder (Aremonio-Fagion)                                                       | 29.055      |
| 9340    |   | Wälder mit Quercus ilex und Quercus rotundifolia                                                   | 0,2         |
| 9410    |   | Montane bis alpine bodensaure Fichtenwälder (Vaccinio-Piceetea)                                    | 214         |
| 9530    | * | Sub-mediterrane Kiefernwälder mit endemischen Schwarzkiefern                                       | 483         |

### Arteninventar
Folgende Arten von gemeinschaftlichem Interesse kommen im Gebiet vor:
| Bild                               | EU Code | * | Art                                | wissenschaftlicher Name     | Artengruppe           |
| ---------------------------------- | ------- | - | ---------------------------------- | --------------------------- | --------------------- |
| Bertolini-Akelei                   | 1474    |   | Bertolini-Akelei                   | Aquilegia bertolonii        | Pflanzen              |
| Krainer Gänsekresse                | 4089    |   | Krainer Gänsekresse                | Arabis scopoliana           | Pflanzen              |
| Dohlenkrebs                        | 1092    |   | Dohlenkrebs                        | Austropotamobius pallipes   | Krebse                |
| Steinkrebs                         | 1093    | * | Steinkrebs                         | Austropotamobius torrentium | Krebse                |
| Mopsfledermaus                     | 1324    |   | Mopsfledermaus                     | Barbastella barbastellus    | Säugetiere            |
| Gelbbauchunke                      | 1193    |   | Gelbbauchunke                      | Bombina variegata           | Amphibien             |
| Spanische Flagge                   | 1078    | * | Spanische Flagge                   | Callimorpha quadripunctaria | Schmetterlinge        |
| Zois-Glockenblume                  | 4071    |   | Zois-Glockenblume                  | Campanula zoysii            | Pflanzen              |
| Wolf                               | 1352    | * | Wolf                               | Canis lupus                 | Säugetiere            |
| Grubenlaufkäfer                    | 4014    |   | Grubenlaufkäfer                    | Carabus variolosus          | Käfer                 |
| Groppe                             | 1163    |   | Groppe                             | Cottus gobio                | Fische und Rundmäuler |
| Gelber Frauenschuh                 | 1902    |   | Gelber Frauenschuh                 | Cypripedium calceolus       | Pflanzen              |
| Goldener Scheckenfalter            | 1065    |   | Goldener Scheckenfalter            | Euphydryas aurinia          | Schmetterlinge        |
|                                    | 1547    |   | Kugel-Ginster                      | Genista holopetala          | Pflanzen              |
|                                    | 4117    |   |                                    | Hladnikia pastinacifolia    | Pflanzen              |
|                                    | 4019    |   |                                    | Leptodirus hochenwarti      | Käfer                 |
| Sumpf-Glanzkraut                   | 1903    |   | Sumpf-Glanzkraut                   | Liparis loeselii            | Pflanzen              |
| Großer Feuerfalter                 | 1060    |   | Großer Feuerfalter                 | Lycaena dispar              | Schmetterlinge        |
| Eurasischer Luchs                  | 1361    |   | Eurasischer Luchs                  | Lynx lynx                   | Säugetiere            |
| Heller Wiesenknopf-Ameisenbläuling | 1059    |   | Heller Wiesenknopf-Ameisenbläuling | Maculinea teleius           | Schmetterlinge        |
| Langflügelfledermaus               | 1310    |   | Langflügelfledermaus               | Miniopterus schreibersii    | Säugetiere            |
| Trauerbock                         | 1089    |   | Trauerbock                         | Morimus funereus            | Käfer                 |
| Bechsteinfledermaus                | 1323    |   | Bechsteinfledermaus                | Myotis bechsteinii          | Säugetiere            |
|                                    | 1307    |   | Kleines Mausohr                    | Myotis blythii              | Säugetiere            |
|                                    | 1316    |   | Langfußfledermaus                  | Myotis capaccinii           | Säugetiere            |
| Krainer Primel                     | 4108    |   | Krainer Primel                     | Primula carniolica          | Pflanzen              |
| Grottenolm                         | 1186    | * | Grottenolm                         | Proteus anguinus            | Amphibien             |
| Italienischer Springfrosch         | 1215    |   | Italienischer Springfrosch         | Rana latastei               | Amphibien             |
| Mittelmeer-Hufeisennase            | 1305    |   | Mittelmeer-Hufeisennase            | Rhinolophus euryale         | Säugetiere            |
|                                    | 1303    |   | Kleine Hufeisennase                | Rhinolophus hipposideros    | Säugetiere            |
| Große Hufeisennase                 | 1304    |   | Große Hufeisennase                 | Rhinolophus ferrumequinum   | Säugetiere            |
| Alpenbock                          | 1087    | * | Alpenbock                          | Rosalia alpina              | Käfer                 |
| Marmorierte Forelle                | 1107    |   | Marmorierte Forelle                | Salmo marmoratus            | Fische und Rundmäuler |
| Alpen-Kammmolch                    | 1167    |   | Alpen-Kammmolch                    | Triturus carnifex           | Amphibien             |
| Braunbär                           | 1354    | * | Braunbär                           | Ursus arctos                | Säugetiere            |
| Schmale Windelschnecke             | 1014    |   | Schmale Windelschnecke             | Vertigo angustior           | Schnecken             |